# Arturo Mejía Nieto
Arturo Mejía Nieto (*3 de junio de 1900), La Esperanza, Honduras-†19 de marzo de 1972, Buenos Aires, República de Argentina) fue un escritor, columnista y diplomático hondureño.

## Biografía
Según estudios e investigaciones realizadas por la Universidad Nacional Autónoma de Honduras, sus padres fueron Vicente Mejía Velásquez y Lucila Nieto, su hermano por parte paterna fue Vicente Mejía Colindres, quien se convertiría en presidente de Honduras en 1929. En 1917 se graduó en la Escuela Normal de Occidente, y en 1919 se graduó en la Escuela Normal de Varones, completando sus estudios primarios y secundarios respectivamente. En 1919 fundó junto a Martín Paz la revista Argos. En 1922 emigró a Estados Unidos para estudiar pedagogía en las universidades Carleton College, Universidad de Georgetown y finalmente en la Universidad de Misisipi. Cuando Vicente Mejía Colindres gana la presidencia de Honduras, envía a su medio hermano Arturo Mejía Nieto a Argentina como cónsul, cargo que mantuvo hasta 1945. Durante este tiempo también colaboró permanente con el diario La Nación, en 1930 asistió junto a Miguel Morazán, al Segundo Encuentro del Magisterio Americano Federado celebrado en Montevideo. Mejía Nieto se casó con la pintora argentina Dolores Sánchez, pero nunca tuvieron hijos, su hogar se encontraba en la Avenida Córdoba 1237, donde mantenía una biblioteca con sus obras y otros ejemplares autografiamos por célebres autores. En 1957, el escritor norteamericano J. Riis Owre publicó un ensayo sobre Mejía Nieto, titulado A. M. Nieto, contemporary honduran short story writer (A. M. Nieto, un escritor de cuentos hondureño contemporáneo). Arturo Mejía Nieto, murió en Buenos Aires el 16 de mayo de 1972 y sus restos fueron trasladados a Tegucigalpa, donde fue sepultado.

## Obras
- Relatos nativos (1929)
- Zapatos viejos (1930)
- El solterón (1931)
- El tunco (1933)
- El prófugo de sí mismo (1934)
- El chele Amaya y otros cuentos (1936)
- El perfil americano (1938)
- Liberación (1940)
- Morazán, presidente de la desaparecida República Centroamericana (1947)[2]
- El pecador (1956)
- Tres ensayos (1959)

### Obras póstumas
- Razón de ser del teatro (1987)
- Cuentos completos (1999)

## Premios
- 1993: Premio al libro del mes de mayo por El perfil americano, entregado por PEN Club de Buenos Aires.